# 军人使命
军人使命是2018年中國解放軍題材24集電視劇，根据军旅作家苗长水所著小说《梦焰》改编，唐国强客串演出一幕军区首长。2018年4月在爱奇艺首播為VIP付費節目。

## 劇情
故事從1990年開始，描寫近30年來三個世代的中國軍人與軍隊蛻變成長，以三個核心角色串起每個時代的挑戰。
1990年時發生特種兵退役的大毒枭青陶危害南方邊境，其隊伍裝備精良，背後有不明財團撐腰，一场惊心动魄的缉毒行动随即在边境展开，07集团军侦察大队大队长龙潭、师作训参谋唐阚、师宣传干事徐增帶隊執行新概念戰術行動，在當年的落後科技裝備下斬首毒梟軍團，雷霆霹雳般的生死绝杀，最终活捉青陶，捣毁国际贩毒集团受到了军委表彰。
這場戰鬥改變不少人人生，唐阚去了国防大学深造，龙潭逐步提為团长在戰鬥一線部隊壘升，徐增加却因违反计划生育政策，被部队劝退后下海经商。但无论身置何处，他们三人始终牢记军人使命，在不同領域共同历经汶川抗震、南水北调、打倒不正腐敗之風、抗战胜利七十周年大阅兵、“未来穿越”对抗演习等時代背景故事，面對新時代的眾多新思潮青年逐步進入軍隊，各種尖端新科技也不斷改變解放軍面貌，然而军人的卫国信念最终凝成不灭，在共和国的天空下熠熠生辉。

## 角色表
| 演員   | 角色     | 介紹                   |
| 任程伟 | 唐阚     | 07集团军作战参谋长     |
| 宋佳伦 | 龙潭     | 07集团军军长           |
| 张亚坤 | 薛明     |                        |
| 马可悦 | 黄小冷   | 07集团军军医，唐阚妻子 |
| 孙彬皓 | 庄雷     |                        |
| 秦雪   | 赵文月如 |                        |
| 黄品沅 | 亓司令   | 軍區司令               |
| 张子健 | 青陶     | 某边境南方大毒枭       |